# Jr. Pac-Man
 (juin 2015).
Si vous disposez d'ouvrages ou d'articles de référence ou si vous connaissez des sites web de qualité traitant du thème abordé ici, merci de compléter l'article en donnant les références utiles à sa vérifiabilité et en les liant à la section « Notes et références ».
Jr. Pac-Man est un jeu vidéo d'arcade édité et développé par Bally Midway en 1983 et, avec Professor Pac-Man, Ms. Pac-Man et Pac-Man Plus, a abouti à la fin de l'acord entre Namco et Bally Midway en 1984[réf. nécessaire].

## Système de jeu
Le système de jeu de Jr. Pac-Man est très similaire à celui de ses prédécesseurs : Le joueur contrôle le personnage éponyme Jr. Pac-Man (qui porte une casquette à hélice animée), et marque des points en mangeant toutes les pac-gommes du labyrinthe , tandis que quatre fantômes le poursuivent dans le labyrinthe et tentent de le tuer. Le joueur peut manger une super pac-gomme pour bleuter les fantômes, les rendant vulnérables pendant une courte période de temps, et permettant au joueur de les manger pour des points supplémentaires. Une fois que le labyrinthe est effacé, un nouveau labyrinthe sera présenté et le système de jeu va se poursuivre.
Ce jeu contient quelques-unes des différences les plus importantes de la formule de Pac-Man, tant en termes de produits cosmétiques et de gameplay. Les labyrinthes font maintenant deux fois la largeur de l'écran, et une caméra virtuelle défile de gauche à droite à travers les labyrinthes. Un total de sept labyrinthes apparaissent dans le jeu, et cinq d'entre eux ont six super pac-gommes au lieu de quatre - mais aucun d'entre eux ont des tunnels qui envoient d'un côté de l'écran à l'autre. Comme dans les précédents jeux, des objets bonus (tels que les tricycles, les cerfs-volants, et des ballons) apparaissent au-dessus du régénérateur de fantômes et rebondir dans le labyrinthe comme dans Ms. Pac-Man.
Les cutscenes du jeu se centrent sur la relation qui se développe entre Jr. Pac-Man et un petit fantôme rouge femelle nommée Yum-Yum (qui est apparemment la fille de Blinky).

## Portages
En raison de la popularité quelque peu limitée du jeu, le seul portage d'abord sorti était sur Atari 2600 ; cette version comporte différents labyrinthes qui défilent verticalement plutôt qu'horizontalement, mais est par ailleurs une adaptation fidèle. Les portages sur Atari 5200 et Atari 8-bit ont été terminés en 1984, mais ont été abandonnés avec Super Pac-Man quand la division jeux vidéo d'Atari, Inc. a été vendue à Jack Tramiel,. Le jeu a été plus tard porté sur certains ordinateurs portables de la firme tels que le Commodore 64 et le PC.
La découverte d'un prototype non sorti pour l'Atari 7800 a fait l'objet d'un poisson d'avril sur les forums AtariAge en 2009. La plaisanterie a été révélée comme une couverture pour une version homebrew du jeu, qui a été publiée en cartouche.